# Dasyhelea filibranchia
Dasyhelea filibranchia är en tvåvingeart som först beskrevs av Lutz 1914.  Dasyhelea filibranchia ingår i släktet Dasyhelea och familjen svidknott. Inga underarter finns listade i Catalogue of Life.